# Anne Michel
Anne Michel (Weismes, 30 oktober 1959 – Érezée, 21 november 2023) was een Belgische atlete, die gespecialiseerd was in de sprint en het hordelopen. Zij nam eenmaal deel aan de Olympische Spelen en veroverde op twee verschillende onderdelen twee Belgische titels. 

## Biografie
Michel verbeterde in 1979 het Belgisch record van Rosine Wallez op de 400 m tot 52,18 s. Ze werd toen ook Belgisch kampioene. Het jaar nadien nam ze op dit nummer deel aan de Olympische Spelen van 1980 in Moskou, waar ze uitgeschakeld werd in de reeksen.
Samen met Lea Alaerts, Regine Berg en Rosine Wallez plaatste ze zich met een Belgisch record voor de finale van de 4 × 400 m estafette.
In 1981 werd Michel nog Belgisch kampioene op de 400 m horden, maar nadien verdween ze op vrij jonge leeftijd van het atletiektoneel. Ze overleed in november 2023 op 64-jarige leeftijd.
Clubs
Michel was aangesloten bij Malmedy Athletic Club.

## Belgische kampioenschappen
| Onderdeel    | Jaar |
| ------------ | ---- |
| 400 m        | 1979 |
| 400 m horden | 1981 |

## Persoonlijke records
| Onderdeel    | Prestatie       | Datum        | Plaats |
| ------------ | --------------- | ------------ | ------ |
| 400 m        | 52,18 s (ex-NR) | 23 juli 1979 | Moskou |
| 400 m horden | 57,16 s         | 1981         |        |

## Palmares

### 400 m
- 1978:  Memorial Van Damme - 53,36 s
- 1979:  BK AC - 52,61 s
- 1980: 7e in reeks OS in Moskou – 54,22 s

### 400 m horden
- 1978:  BK AC – 59,38 s
- 1978: 7e ½ fin. EK in Praag – 58,67 s
- 1981:  BK AC – 59,22 s

### 4 x 400 m
- 1978: 6e reeks EK in Praag – 3.33,4
- 1980: 7e OS in Moskou – 3.31,6 (NR 3.30,7 in reeksen)

## Onderscheidingen
- 1978: Grand Prix LBFA belofte
- 1979: Grote Feminaprijs van de KBAB
- 1980: Grand Prix LBFA
- 1982: Gouden Spike